# Heterophaea ruficollis
Heterophaea ruficollis là loài chuồn chuồn trong họ Euphaeidae (Epallagidae). Loài này được Ris mô tả khoa học đầu tiên năm 1930.